# Artisti del clima dell'Arco

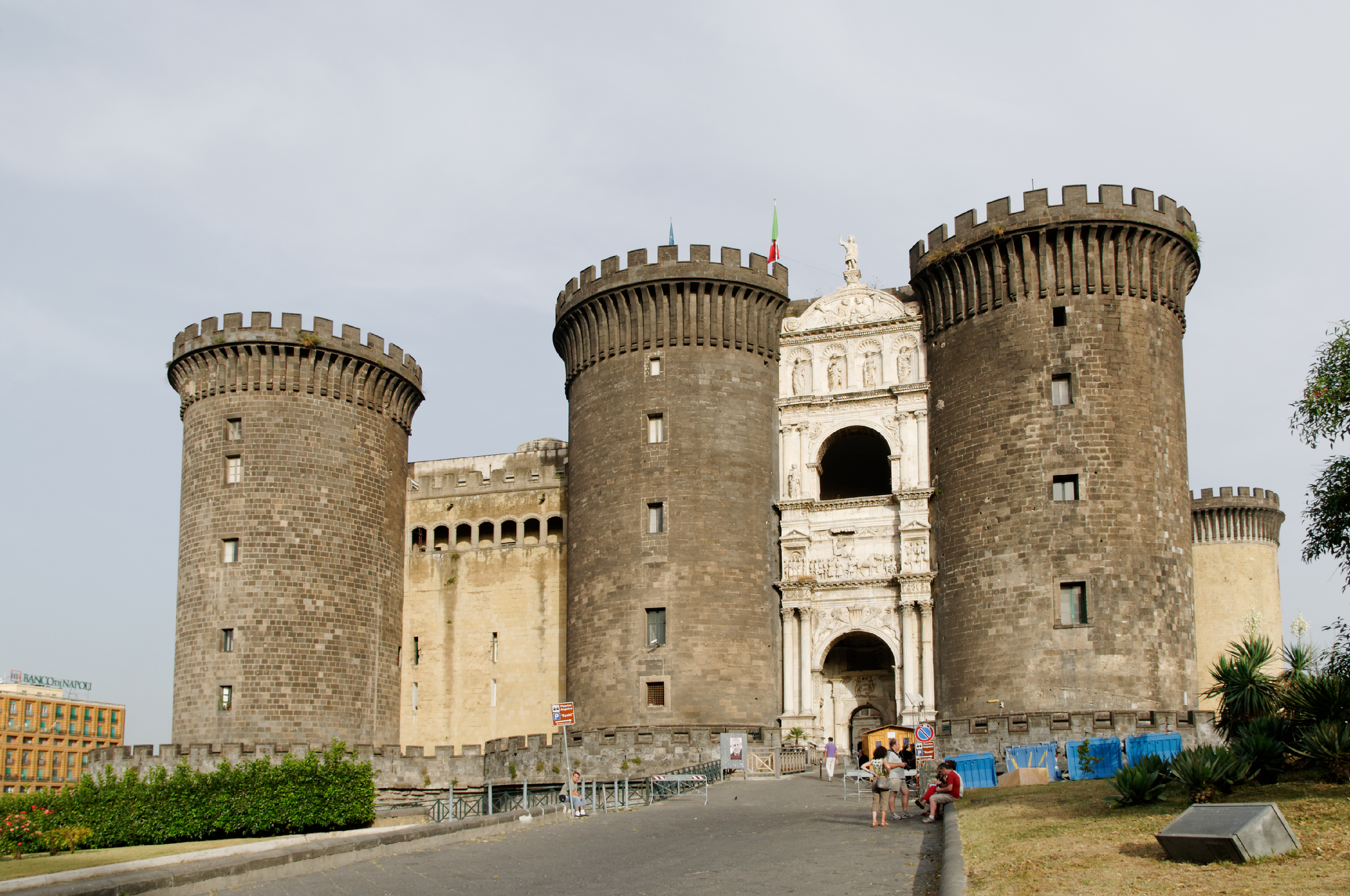
Maschio Angioino

La realizzazione dell'apparato scultoreo dell'arco trionfale di ingresso al Castel Nuovo costituisce il laboratorio di formazione di vari artisti rinascimentali, che, dopo questa opera, lavorando in tutto il Regno di Napoli, riproporranno nell'Italia meridionale le innovazioni rinascimentali. Da qui si viene a parlare di un "clima dell'arco" per questa prima diffusione dei nuovi modi artistici.
Il principale artista artefice dell'arco fu Francesco Laurana (1430 c. - 1502 c). Questo Laurana era originario della Dalmazia e la sua opera si ricollega alla corte di Urbino. La Dalmazia era stata in questo tardo Medioevo centro di diffusione di forme artistiche, nella scultura determinata dalla esportazione della pietra locale, attività al seguito della quale si erano formati vari artisti operanti in Venezia ed in altri centri italiani. Come ad esempio l'omonimo Luciano Laurana operante ad Urbino assieme a Francesco.

## L'invenzione formale di Francesco Laurana
La storiografia dell'arte classica, da Longhi ad Argan, evidenzia il contatto di Francesco Laurana con Urbino, dal quale l'artista dalmata avrebbe introdotto nella materia plastica del marmo le invenzioni formali di Piero della Francesca. Da qui Laurana riconduce nella scultura la resa del volume regolare, divenuto volume di luce rapportabile ad un'impostazione geometrica esplicitata. Dal ritratto pierfranceschiano nasce l'invenzione del busto-ritratto tradotto nei termini scultorei nelle opere commissionate dagli Aragonesi, ad esempio nel famoso ritratto di Eleonora d'Aragona. In questo caso di Piero della Francesca è l'invenzione della composizione geometricamente impostata, dai volumi regolari, con l'esplicito intento di tenere la continuità dei piani, quasi annullando il chiaroscuro per la resa di una superficie-luce.
Tuttavia la questione della trasmissione di questi modi da Piero della Francesca a Francesco Laurana resta controversa. La storiografia sino ad Argan voleva Laurana impegnato nel cantiere di Urbino assieme a Luciano Laurana, ma la cosa non è certa, e l'arrivo di Francesco Laurana a queste forme è successivo all'intervento nell'arco di Castel Nuovo. In Castel Nuovo abbiamo un tipo di immagine che, pur rinascimentale, risente in parte del clima gotico. Francesco Laurana dopo questo lavoro si trasferisce per un certo periodo alla corte del concorrente di Alfonso d'Aragona, Renato d'Angiò, in Provenza, in un ambiente dove vige il Gotico Internazionale con i suoi modi che mirano, per vie differenti, alla resa nei ritratti di una superficie aristocraticamente e geometricamente luminosa. Infine Francesco Laurana si trasferisce di nuovo nel Regno Aragonese dell'Italia Meridionale dove la sua fama è dovuta all'opera resa nell'arco di Castel Nuovo. Risiede in Sicilia, a Partanna e a Sciacca; in quest'ultima cittadina realizza con il lombardo Pietro de Bontate il portale della chiesa di Santa Margherita, portato a termine dai suoi collaboratori e da artisti locali. Ancora realizza la cappella Mastrantonio in San Francesco di Palermo. Di queste opere il portale di Santa Margherita mostra un Rinascimento che ritorna al tardo Gotico, mentre le sculture per la Cappella Mastrantonio restano vicine ai modi dell'Arco di Castel Nuovo. Manca però la definizione ultima della superficie luminosa, che sarà raggiunta poco dopo. Nel caso taluni studiosi avanzano l'ipotesi che ciò avvenga da Antonello da Messina a Francesco Laurana anziché viceversa, come aveva pensato il Longhi. Antonello da Messina era stato a Venezia, ad Urbino dove aveva conosciuto l'opera di Piero della Francesca, gli era nota l'arte fiamminga con le sue possibilità nella resa della luce. Antonello era poi a Noto contemporaneamente a Francesco Laurana. Da cui le ipotesi che riconducono lo stile ultimo di Laurana all'esempio di Antonello, e a favora di queste ipotesi l'invenzione delle superfici aristocratiche e perfette esemplificate dal ritratto di Eleonora d'Aragona sono di poco successive.

## Francesco Laurana e gli artisti formatisi presso di lui in Meridione
In Sicilia Laurana si trova a lavorare per Carlo Luna, a Sciacca. Carlo Luna, dei Conti Luna, era nipote di Artale Luna, personaggio legato alla corte Aragonese. Lavora poi anche a Partanna dove, nel 1468 l'artista opera per la famiglia dei principi Grifeo: realizza lo stemma gentilizio posto nella corte del Castello Grifeo, sopra il portale della Sala delle feste o Sala del trono; adorna con tredici statue i giardini del maniero, una di questa raffigurante Giovanni I Grifeo, capostipite della famiglia in Sicilia. Questa serie di sculture, escluso lo stemma Grifeo, è scomparsa ormai da tempo.
Tra i suoi committenti è poi Pietro Speciale, per il quale Laurana esegue un busto ritratto e la tomba per il figlio, in San Francesco a Palermo. In seguito lo scultore si sposta a Napoli dove esegue, tra le sue molte statue, la grandiosa Madonna col Bambino per Sant’Agostino alla Zecca ed una Madonna in Santa Maria Materdomini.
L'influsso del Laurana agì soprattutto su Domenico Gagini, scultore ticinese, ma operante soprattutto in Genova come altri membri della sua famiglia, e poi attivo dal 1463 in Sicilia, dove rimane tutta la vita. La sua numerosa casata di artisti ebbe allora il compito di divulgare le invenzioni del suo maggior esponente nella scultura. Da qui le invenzioni del Castel Nuovo si diramarono in Sicilia, rinnovando la cultura artistica dell'isola, emancipandola dal fiamminghismo napoletano e spagnolo, ad esempio nelle sculture che Domenico Gagini lascia in San Domenico a Palermo. A Napoli l'artista ticinese lascia il raffinato portale della Cappella di Santa Barbara in Castel Nuovo, e una Madonna nella cripta della Santissima Annunziata.
Tommaso Malvito, collaboratore del Laurana a Marsiglia, tramandò i nuovi modi al figlio Gian Tommaso, che nella Cappella del Succorpo del Duomo di Napoli scolpì la statua del cardinale Oliviero Carafa orante.
Il clima dell'arco oltre a dare un indirizzo stilistico faceva accorrere a Napoli artisti rinascimentali dalle altre parti d'Italia per tutto il XIV secolo. Nel 1471 vi si trovava Jacopo della Pila, forse milanese, ma formato sull'esempio romano di Mino da Fiesole; nel 1485 Giuliano da Maiano che edificò e decorò la Porta Capuana, una delle più bella porte urbiche ad arco trionfale del Quattrocento. Nella Chiesa di Monteoliveto operano vari artisti: nel 1475 Bernardo Rossellino vi esegue l'altare Piccolomini e il monumento a Maria d'Aragona, compiuto poi da Benedetto da Maiano; Benedetto da Maiano nel 1489 l'altare della cappella Mastrogiudice, sintesi delle tendenze pittoricistiche nella plastica toscana; il modenese Guido Mazzoni il busto di Ferrante d'Aragona (Museo Nazionale di Capodimonte) e il grande complesso di figure di terracotta raffiguranti il Compianto sul Cristo morto.
Le innovazioni del Laurana vengono ad accordare anche quelle di artefici legati alla tradizione internazionale tardo gotica: Pietro e Giovanni Alamanno autori di sculture lignee e complessi presepiali, che sanno inserire elementi mediamente lauraneschi sugli schemi formali transalpini.
Non compaiono nomi di artisti locali napoletani di rilievo in questo clima dell'arco, restando improbabile fosse partenopeo Mino del Reame, peraltro forse identificabile con Jacopo della Pila. La scultura napoletana del Quattrocento vive pertanto esclusivamente dell'apporto di artefici esterni, provenienti da altri centri della penisola. Solo nel secolo successivo da questo clima di reazioni rinascimentali sarebbe venuta l'attività di Giovanni Merliano da Nola e Girolamo Santacroce, la cui arte va però ancora raccordata ai suggerimenti degli scultori spagnoli Bartolomé Ordóñez e Diego de Siloé.